# Lithobius opinatus
Lithobius opinatus är en mångfotingart som först beskrevs av Zalesskaja 1978.  Lithobius opinatus ingår i släktet Lithobius och familjen stenkrypare. Inga underarter finns listade i Catalogue of Life.